# لويس لارسون
لويس لارسون (بالسويدية: Lewis Larsson)‏ هو مصور سويدي، ولد في 1881 في Nås ‏ في السويد، وتوفي في 1958 في القدس في إسرائيل.